# Subdivisões do Panamá
O Panamá divide-se em 10 províncias (igual em espanhol) e 3 comarcas com status de província. As respectivas capitais são listadas ao lado de cada província.

Províncias e comarcas do Panamá

Províncias
- Bocas del Toro - Bocas del Toro
- Chiriquí - David
- Coclé - Penonomé
- Colón - Colón
- Darién - La Palma
- Emberá (comarca)
- Herrera - Chitré
- Kuna Yala (comarca)
- Los Santos - Las Tablas
- Ngöbe-Buglé (comarca)
- Panamá  - Cidade do Panamá
- Panamá Oeste - La Chorrera
- Veraguas - Santiago de Veraguas

Regiões
- Emberá
- Kuna Yala
- Ngöbe-Buglé
- Kuna de Madugandí
- Kuna de Wargandí

Distritos
- Distritos do Panamá

Corregimentos
- Corregimentos do Panamá